# Jehannot de Lescurel
Jehannot de Lescurel, též Jehan de Lescurel (přelom 13. a 14. století), byl francouzský truvér – středověký básník a skladatel. Je někdy považován za předchůdce hudebního stylu ars nova. Z jeho díla se dochovalo 21 balad, 11 rondeaux a dvě dits.
O jeho životě je s jistotou známo málo. Působil v Paříži. Bývá často, velmi pravděpodobně neprávem, ztotožňován s jinak neznámým klerikem Jehanem de L’Escurel, který byl spolu s jinými odsouzenými oběšen 23. května 1304 pro znásilnění a další zločiny.